# Rue du Cardinal-de-Lorraine
La rue du Cardinal-de-Lorraine est une voie de la commune de Reims, dans le département de la Marne, en région Grand Est.

## Situation et accès
La rue dépend administrativement du quartier Centre-ville de Reims. Elle est à sens unique avec une voie cycliste à contre-sens.

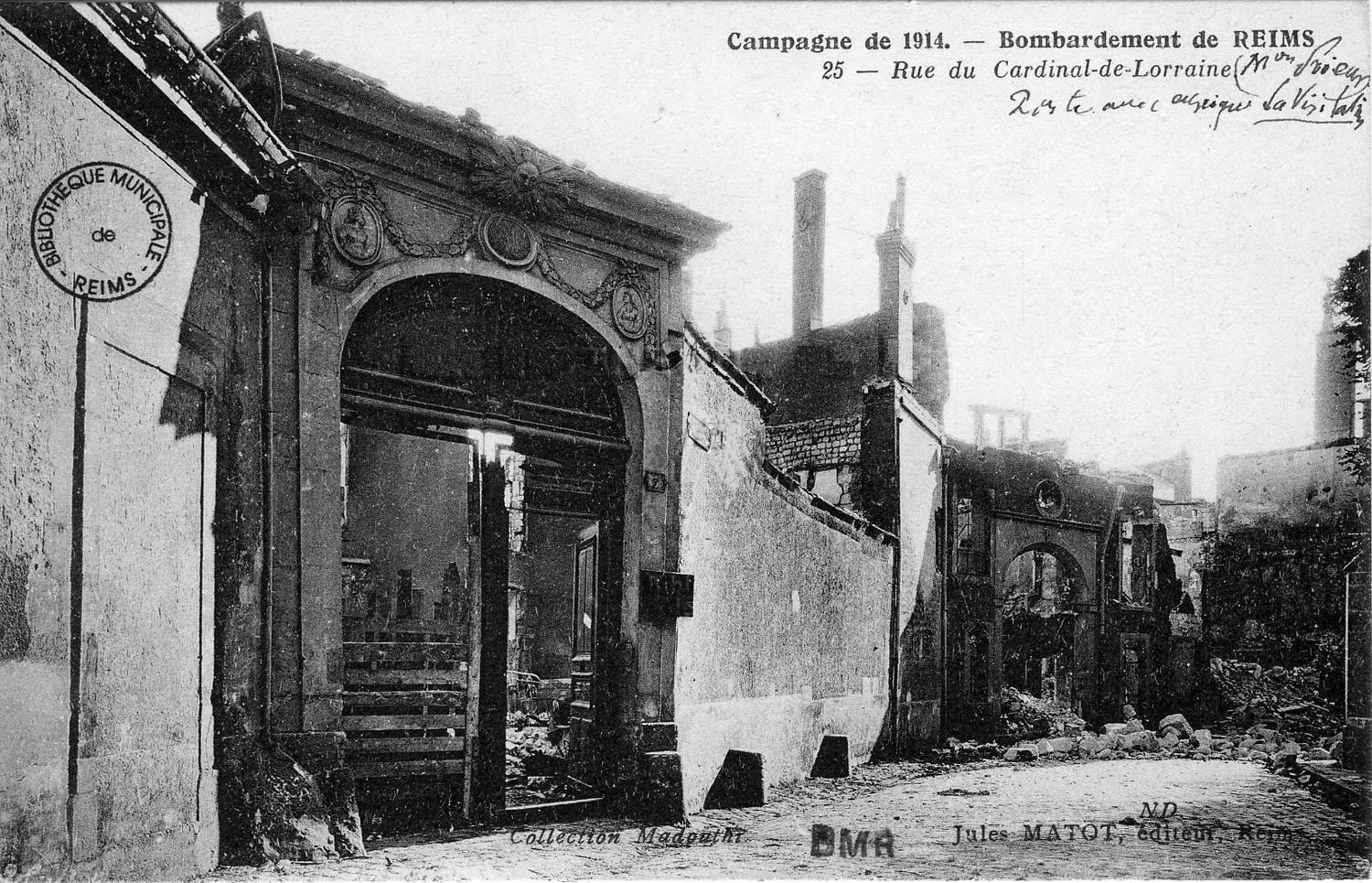
La Visitation, bâtiment détruit lors de la Grande Guerre.

## Origine du nom
Elle porte le nom du cardinal Charles de Lorraine et a eu pour nom rue du Corbeau et rue de la Visitation qui furent réunies en 1841 sous le nom de rue Lorrain ; puis rebaptisée rue du Cardinal-de-Lorraine en 1844.

## Bâtiments remarquables et lieux de mémoire
Elle longe le palais du Tau et la bibliothèque Carnegie.

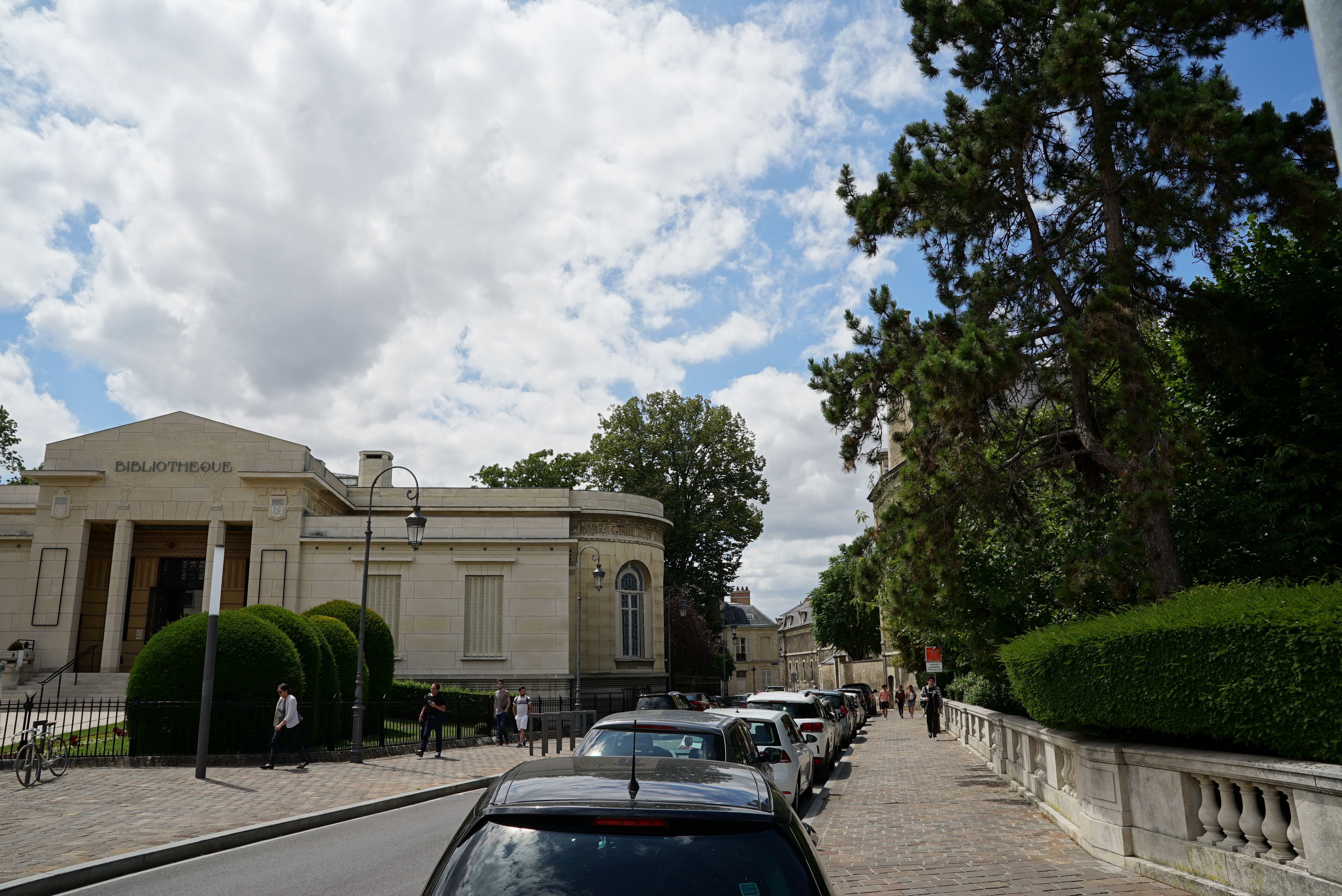
La bibliothèque à gauche,
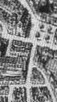
sur un plan de 1644.